# Stețeva, Sneatîn
Stețeva (în ucraineană Стецева) este localitatea de reședință a comunei Stețeva din raionul Sneatîn, regiunea Ivano-Frankivsk, Ucraina.

## Demografie
Componența lingvistică a localității Stețeva
     Ucraineană (99,5%)
     Alte limbi (0,5%)
Conform recensământului din 2001, majoritatea populației localității Stețeva era vorbitoare de ucraineană (99,5%), existând în minoritate și vorbitori de alte limbi.